# Simira gardneriana
Simira gardneriana är en måreväxtart som beskrevs av M.R.V.Barbosa och Ariane Luna Peixoto. Simira gardneriana ingår i släktet Simira och familjen måreväxter. Inga underarter finns listade i Catalogue of Life.